# DeepFace
DeepFace es un sistema de reconocimiento facial de aprendizaje profundo creado por un equipo de desarrollo en Facebook. Este define rostros humanos en imágenes digitales. Emplea una red neuronal de 9 capas con más de 120 millones de conexiones, y ha sido entrenado en 4 millones de imágenes subidas por los usuarios de Facebook. Se ha mencionado que el sistema tiene un 97% de aciertos, comparado con el 85% del sistema Next Generation Identification del FBI. Uno de los creadores del sistema, Yaniv Taigman, llegó a Facebook tras la adquisición de Face.com el 2007.

## Lanzamiento comercial
Facebook comenzó el despliegue de la tecnología a sus usuarios a principios de 2015, con la excepción de los usuarios en la UE debido a las leyes de privacidad de datos presente ahí.

## Análisis académico
El software fue objeto de un trabajo de postgrado sobre inteligencia artificial en el año 2015.

## Reacciones
El investigador Ben Goertzel dijo que Facebook había "resuelto el reconocimiento facial de forma bastante convincente" en conjunto con el proyecto, pero dijo que sería erróneo llegar a la conclusión de que el aprendizaje profundo es la solución completa para la IA.
Un extracto del Huffington Post llama a la tecnología como "espeluznante", y, citando preocupaciones sobre la protección de los datos, señaló que algunos gobiernos europeos ya habían requerido a Facebook que eliminara el reconocimiento facial de sus datos. Según Broadcasting & Cable, tanto en Facebook como Google habían sido invitados por el Centro para la Democracia Digital para asistir a una "reunión de partes interesadas" en el National Telecommunications and Information Administration  para ayudar a desarrollar una política de privacidad, pero ambos declinaron. Broadcasting & Cable también señaló que Facebook no había publicado anuncios de prensa sobre DeepFace, a pesar de que su trabajo de investigación ha sido publicado anteriormente en el mes. En la revista Slate se mencionó que la falta de publicidad de Facebook fue "probablemente por cautela ante otra ronda de titulares 'espeluznantes'".

## Leer más
- Yaniv Taigman; Ming Yang; Marc'Aurelio Ranzato; Lior Wolf (24 de junio de 2014), «DeepFace: Closing the Gap to Human-Level Performance in Face Verification», Conference on Computer Vision and Pattern Recognition (CVPR) (Facebook Research Group).
- John Bohannon (5 de febrero de 2015), «Facebook will soon be able to ID you in any photo», Science (American Association for the Advancement of Science), doi:10.1126/science.aaa7804.

- Datos: Q20714273